# Tatra T5C5
Tatra T5C5 – tramwaj wytwarzany w latach 1978–1984 w zakładach ČKD w Pradze w Czechosłowacji.

## Historia

### Geneza
Pod koniec lat 70. XX wieku zmniejszono wielkość produkcji w węgierskich zakładach Ganz. W tym samym czasie, zgodnie z decyzją Rady Ministrów z 1975 r. rozpoczęła się przebudowa sieci tramwajów w Budapeszcie, w związku z czym zwiększyło się zapotrzebowanie na nowe wagony tramwajowe. Planowano powierzyć produkcję tramwajów zakładom Ganz, te nie były jednak w stanie zapewnić stolicy Węgier dostaw nowego taboru. Do tego czasu czechosłowackie zakłady ČKD były już jednym z największych producentów wagonów tramwajowych na świecie, więc była w stanie sprzedawać pojazdy po niższej cenie. W 1975 r. nawiązano kontakt z tymiż zakładami i na początku 1976 r. z Brna do Budapesztu przybyły dwa tramwaje na jazdy próbne: Tatra T3 nr 1583 i Tatra K2 nr 1013.
Testy przebiegły pomyślnie i firma BKV planowała dokonać zakupu większej serii tramwajów T3 lub K2, ale główni inżynierowie ČKD zaproponowali skonstruowanie bardziej nowoczesnego tramwaju, opartego na Tatrze T5. Specjalnie dla Budapesztu został zaprojektowany typ o nazwie T5C5. Wyróżniał się on zastosowaniem ręcznego nastawnika jazdy zamiast nożnego w postaci pedału. Pierwsze dwa prototypowe wagony nr 8011 i 8012 testowano w 1978 roku w Pradze. Jazdy próbne zakończyły się pomyślnie, więc do końca roku prototypy dotarły do Budapesztu i otrzymały numery 4000 i 4001, a także charakterystyczne, biało-żółte malowanie z bordowym pasem. Po przeprowadzeniu jazd próbnych zamówiono kolejne egzemplarze.

### Oznaczenie
Oznaczenie typu T5C5 jest zgodne z systemem numeracji fabrycznej ČKD Tatra.
| Znak | Opis                                                               |
| ---- | ------------------------------------------------------------------ |
| T    | Tramwaj silnikowy.                                                 |
| 5    | Piąta seria tramwajów.                                             |
| C    | Wagon dwukierunkowy, odległość między czopami skrętu wózków 6,7 m. |
| 5    | Szerokość nadwozia przekraczająca 2 metry.                         |

## Konstrukcja
T5C5 to jednoczłonowy i jednokierunkowy czteroosiowy wagon wysokopodłogowy, wyposażony w harmonijkowe drzwi po obu stronach pudła (po troje z każdej strony). W ten sposób dwa złączone tyłami wagony tworzą skład dwukierunkowy (w Polsce w ten sposób zbudowane są wagony Konstal 111N).
Wyprodukowano 322 egzemplarze. Wagony T5C5 zostały wyprodukowane na potrzeby przewoźnika w Budapeszcie, ze względu na zapotrzebowanie na wagony dwukierunkowe w tym mieście (brak pętli na wielu liniach). Eksploatowane są wyłącznie tam do dziś (nr 4000 – 4171 i 4200 – 4349) i poddawane modernizacjom (sterowanie IGBT, nowy pulpit motorniczego). Zmodernizowane wozy oznaczane są jako T5C5K, T5C5K2 i T5CK2M.

## Dostawy
| Państwo        | Miasto         | Typ            | Lata dostaw    | Liczba | Numery taborowe      |
| -------------- | -------------- | -------------- | -------------- | ------ | -------------------- |
| Węgry          | Budapeszt      | T5C5           | 1978–1984      | 322    | 4000–4171, 4200–4349 |
| Łączna liczba: | Łączna liczba: | Łączna liczba: | Łączna liczba: | 322    |                      |

## Modernizacje
W 2002 r., 20 lat po rozpoczęciu eksploatacji tramwajów typu Tatra T5C5 w Budapeszcie, zaistniała konieczność ich remontu. Pracom modernizacyjnym poddano układ napędowy, wnętrze oraz pulpit motorniczego. Rozruch stycznikowy został zastąpiony nowocześniejszym układem opartym o tranzystory IGBT, umożliwiającym oddawanie energii elektrycznej do sieci zasilającej w trakcie hamowania. Tramwaje otrzymały także system pasażerskiej informacji dźwiękowej i wizualnej.
Zamontowano także podgrzewane lusterka i układ elektrycznego podnoszenia i opuszczania pantografu. Siedzenia w przedziale pasażerskim zostały wymienione na nowe. Drzwi wyposażono w przyciski indywidualnego otwierania oraz w fotokomórki zapobiegające przytrzaśnięciu pasażerów przy wsiadaniu lub wysiadaniu do wagonu. Po remoncie tramwajom nadano oznaczenie T5C5K (K = korszerűsített, tj. zmodernizowany).
W wagonach zmodernizowanych po 2010 r. wprowadzono czujniki podczerwieni automatycznie zamykające drzwi po wykryciu braku ruchu w ich obrębie. Ponadto zamontowano wewnątrz tramwaju dodatkowe przyciski otwierania drzwi przez pasażerów. Modyfikacji uległo również wyposażenie elektryczne. Tak zmodernizowane tramwaje otrzymały oznaczenie T5C5K2.
6 stycznia 2014 r. na ulicy Sírkert doszło do zderzenia składu tramwajów T5C5 4042+4043 z ciężarówką. Tramwaje uległy częściowemu zniszczeniu, ale zostały wyremontowane jeszcze w listopadzie tego samego roku. Odnowionym wagonom nadano oznaczenie T5C5KM; w porównaniu ze starszymi modernizacjami wprowadzono zmiany w układzie sterowania.

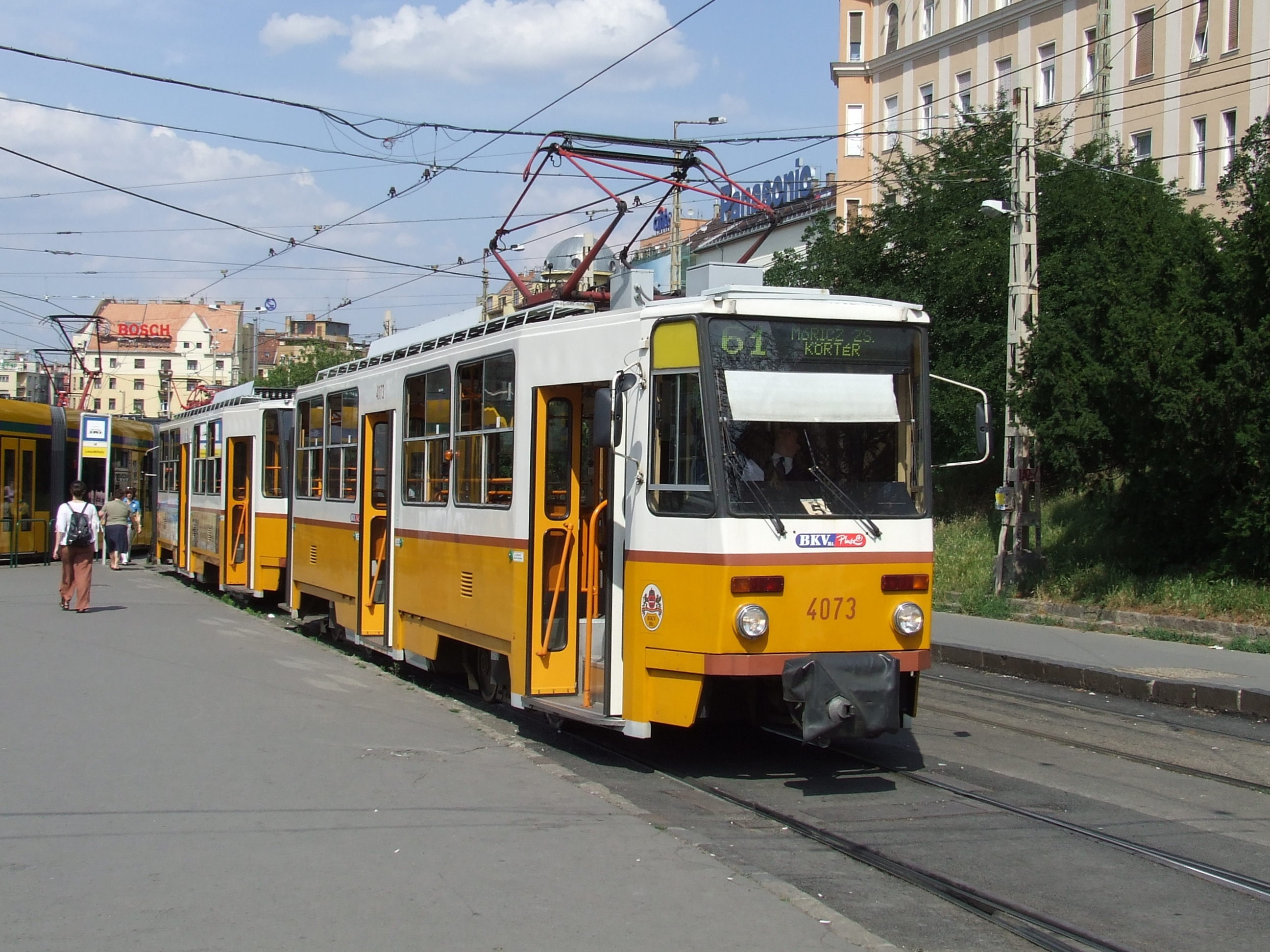
Tatra T5C5K na linii nr 61
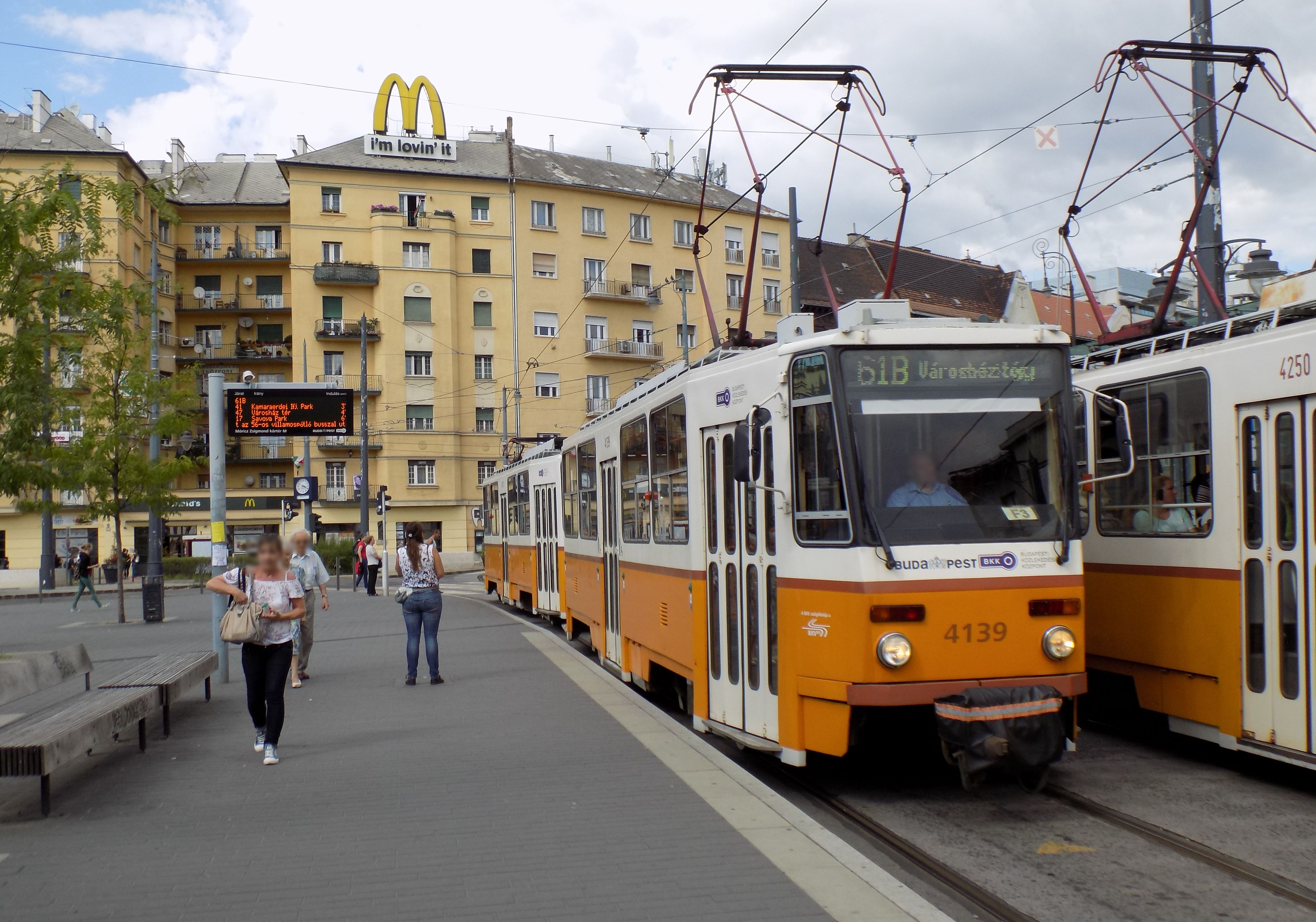
Tatra T5C5K2 na linii nr 61B
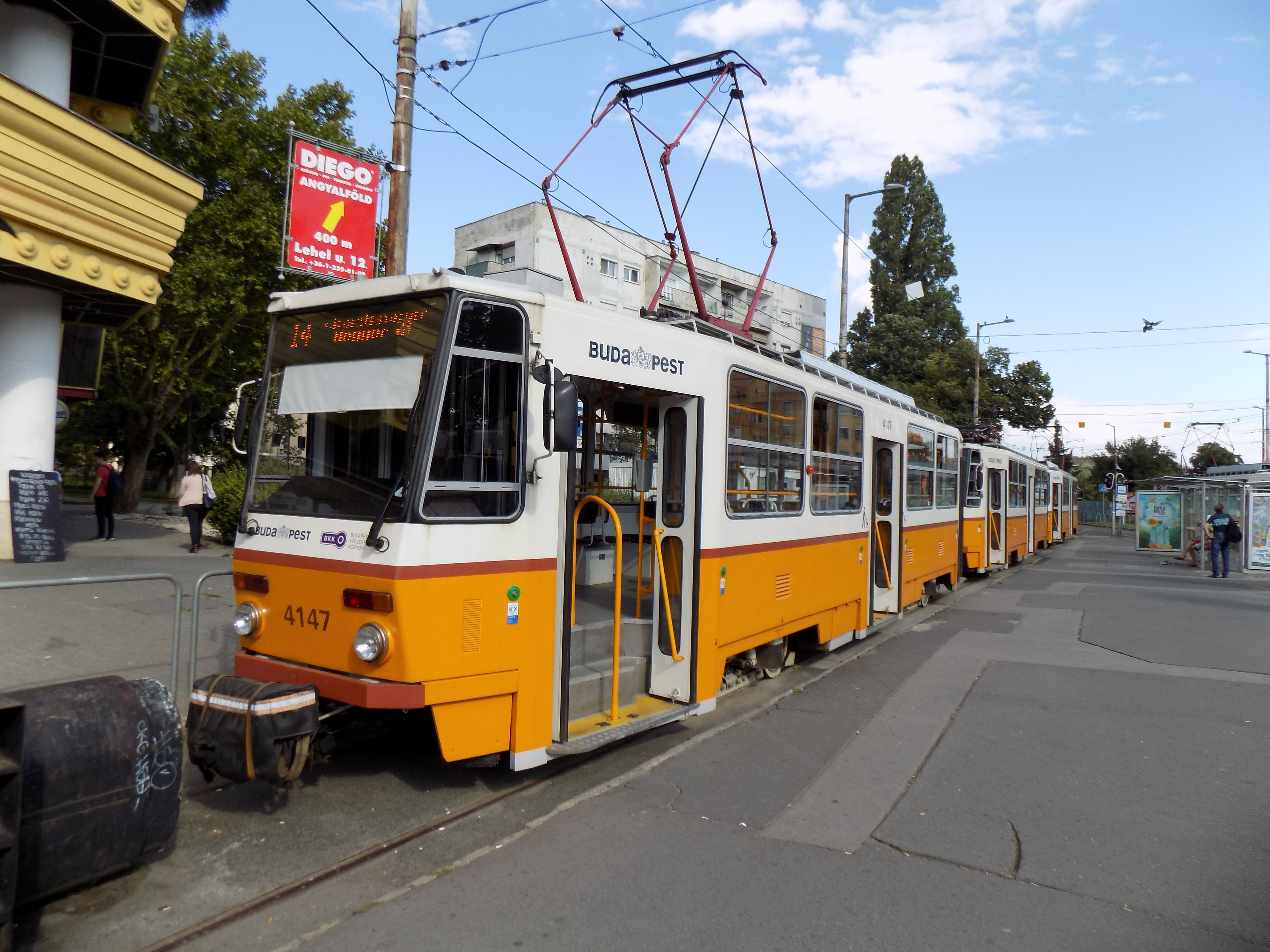
Tatra T5C5K2M na linii nr 14
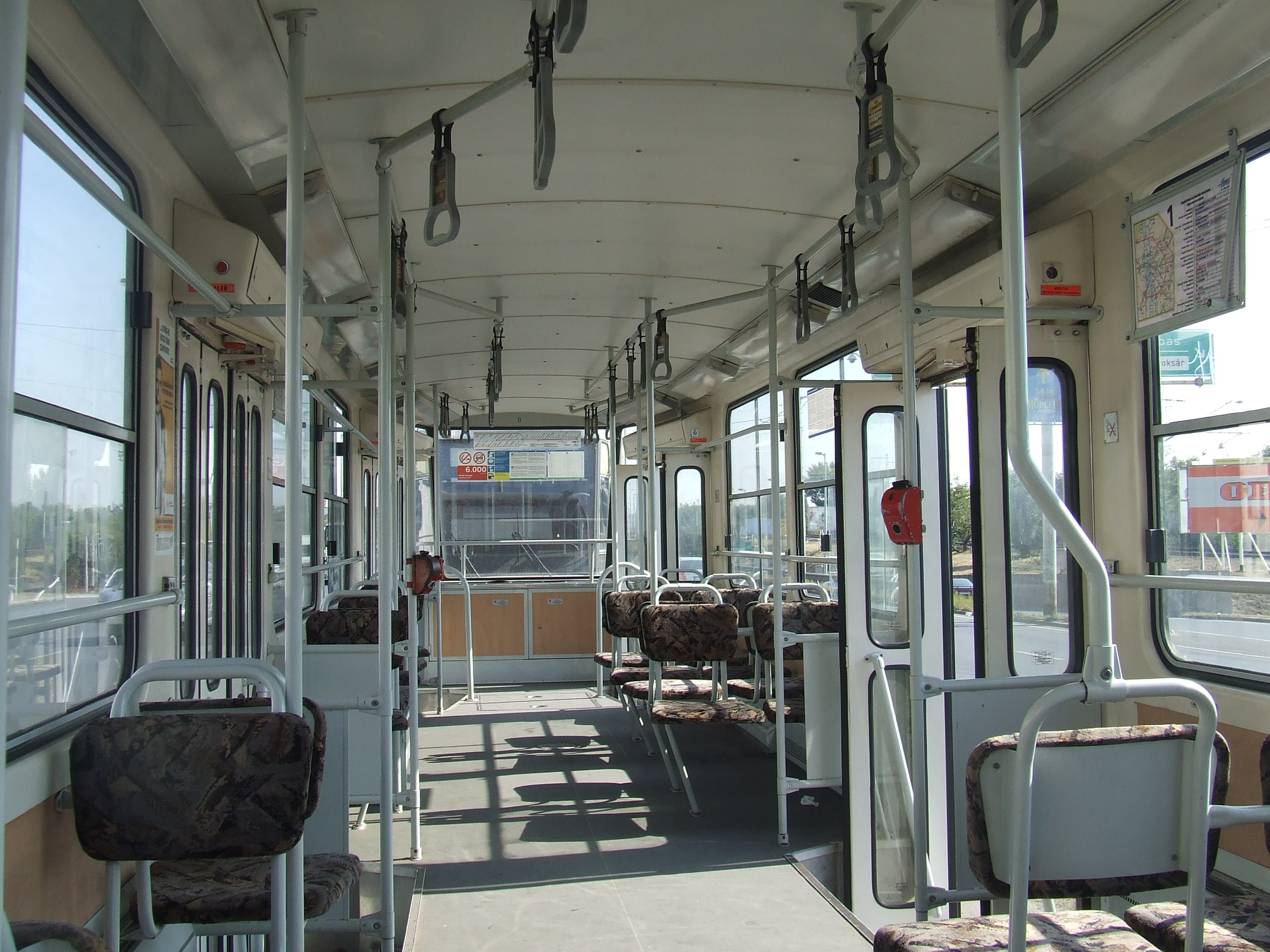
Wnętrze niezmodernizowanego T5C5...
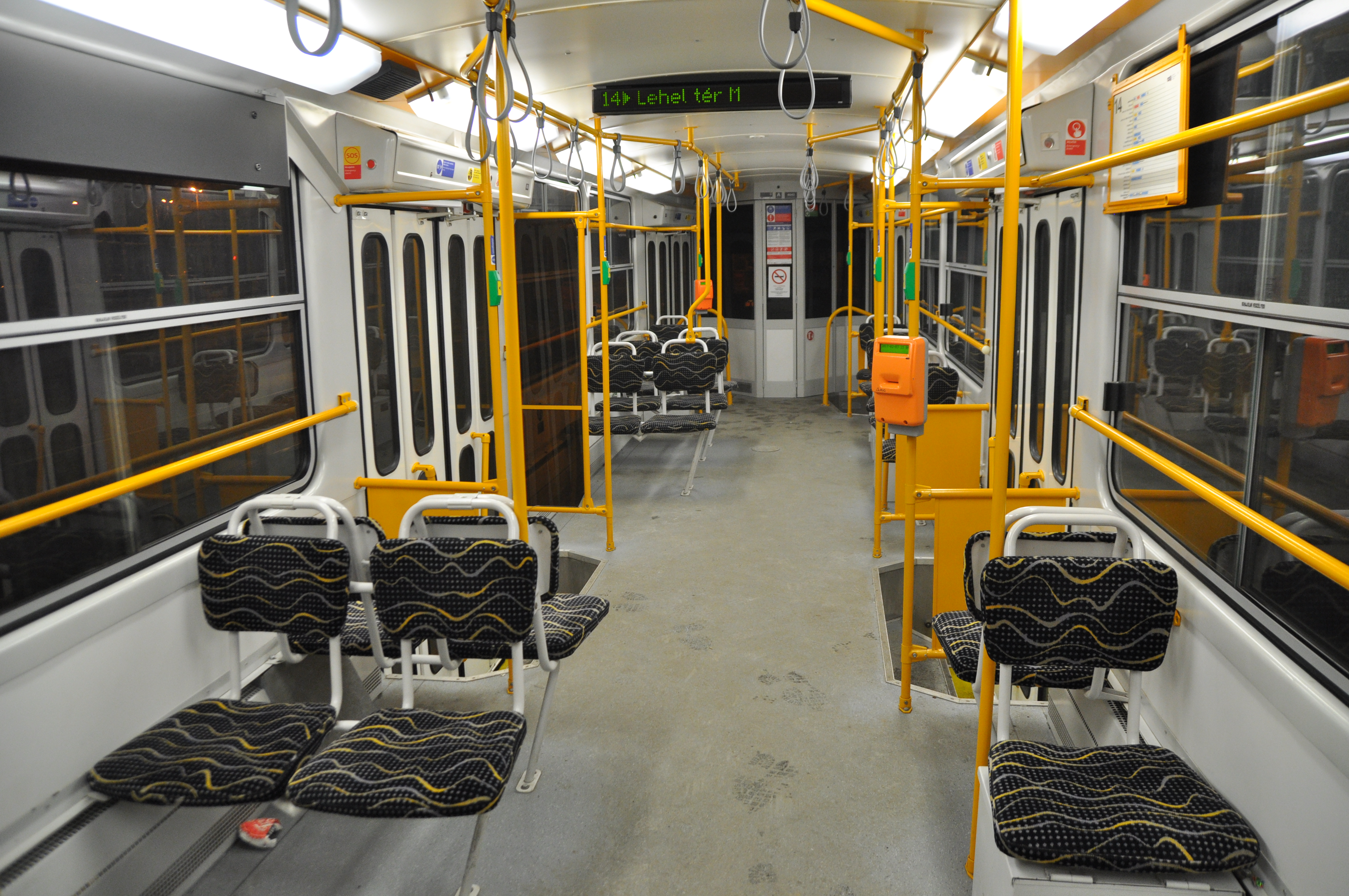
...oraz zmodernizowanego T5C5K2M